# DJ Promo
DJ Promo of ook wel Promo, pseudoniem van Sebastian Hoff, is een Nederlandse dj en labeleigenaar. Hij produceert voornamelijk hardcore en industrial hardcore. Hij geldt als een van de meest prominente en vooruitstrevende hardcore-dj's en -producers in Nederland.

## Biografie
DJ Promo is rond 1992 begonnen als dj. Toen draaide hij nog op kleinere gabberfeesten en omdat hij geen vaste plek had, organiseerde hij ook zijn eigen hardcorefeesten. Op die feesten, die onder andere plaatsvonden in buurthuizen en sporthallen, kwamen ook de toen al bekendere dj's uit het genre. Toen hij rond 1995 ook aan het produceren sloeg, viel hij meer op bij het publiek. Zijn eerste hit dateert nog uit het gabbertijdperk: zijn gabberversie van Don't Speak van No Doubt werd een succes.
Toen eind jaren negentig de stroming verdween door overkill en commerciële parodieën op de gabbermuziek, ging Promo verder met produceren. Dit resulteerde in de 'Promo File'-reeks die hij eerst nog onder het label van ID&T uitbracht. De 'Promo Files' stonden aan de basis van een verandering in de sound van hardcoremuziek. Kenmerkend was het lagere tempo maar kicks die harder waren. In 2000 startte hij samen met collega X-ess een eigen label, The Third Movement.
In 2003 kreeg Promo de kans om zijn moderne hardcore te laten horen op het hardstylefeest "Qlimax" van Q-dance. Echter, een aantal dagen voor het feest besloot Promo niet te draaien nadat Q-dance hem maar 30 minuten gaf en tevens vroeg of hij niet hard wilde draaien. Het jaar daarop werd Promo gevraagd Sensation Black af te sluiten.
In 2004 vertrokken X-ess en Catscan waardoor DJ Promo alle vrijheid kreeg. Hij kwam met zijn alias Rude Awakening (industriële, experimentele hardcore/techno/elektro) en hij zette een boekingsbureau op, waar bijna alle grote hardcore-artiesten aangesloten zitten. Ook bracht hij een aantal sublabels waar hij collega-artiesten (Tommy Pulse en Lady Dana) de kans gaf om hun muziek uit te brengen.

## Uitgaven
- Judges & Promo - I am the law (1996)
- Promo - It runs deep EP (1996)
- Promo - Can't hold me down (1997)
- Promo feat. Brian Acardy - Cold as stone (1997)
- Promo vs Waxweazle - Fixxxed (1997)
- Promo - Mad-donna (1997)
- Promo - King of pain (1999)
- Promo - Counter attack (1999)
- Promo feat. Catscan - Midnight impact (1999)
- Promo - Up yours! (1999)
- Promo feat. Digital Boy - Serious damage (2000)
- Promo - Running against the rules (2000)
- Promo - I come correct (2001)
- Promo - My Underground Madness (2001)
- Promo - Not down with the standard (2001)
- Promo - Phreak ya speaka (2001)
- G-Shock - Demons [Promo remix] (2001)
- Promo - The bad guy (2001)

- Promo - Escape from the hostile (2002)
- Promo feat. Lenny Dee - I called you (2003)
- Promo - Messin' with yo mind (2003)
- Promo - The killing fields 2003 (2003)
- Promo feat. Catscan - Toch welleuk (2003)
- Promo - The strength behind the pride (2003)
- Promo - Still got it (2004)
- Promo - Everything (2004)
- Promo - Take it Personal (2004)
- Promo & Alex B - Bij gebrek aan beter (2005)
- Promo - Masters of Ceremony - A way of life (promo remix) (2005)
- Promo - The Revolutionist (2006)
- Promo - Silence is Dangerous (2007)
- Promo - Weapons of Divine Temper (2007)
- Promo - Battling Ignorance (2008)
- Promo - My Future Destiny (2009)
- Promo - Rising out of the Dark (2009)

### Albums
- 2001 - Last Men Standing
- 2001 - The Worst Of
- 2004 - Never Compromise
- 2006 - The Revolutionist
- 2008 - The Worst Of 2
- 2009 - Quality Control
- 2012 - True Tones
- 2015 - Analog Mind in a Digital World
- 2017 - Authentic
- 2018 - The Worst Of 3
- 2025 - Solitude

### Vinyl/maxi
- 1996 - I Am The Law
- 1996 - It Runs Deep
- 1997 - Burning 4 U
- 1997 - Can't Hold Me Down
- 1997 - Cold As Stone
- 1997 - Fixxxed
- 1997 - Not 4 Sale
- 1997 - The Killing Fields
- 1997 - X-Termination
- 1998 - Beat Ya Brain
- 1998 - Dancefloor Hardcore
- 1998 - Metal Warfare
- 1999 - Driven By Instinct
- 1999 - King Of Pain
- 1999 - Patterns In Chaos
- 1999 - System Feedback
- 2000 - Running Against The Rules
- 2000 - The Industry Can't Stop Me
- 2001 - Different Breed Of Men
- 2001 - Hardcore For Life Part 2
- 2001 - Hurricane Brain
- 2001 - My Recipe For Disaster
- 2001 - Not Down With The Standard
- 2001 - Rude Awakening
- 2001 - Phreak Ya Speaka
- 2002 - Brother Of Conflict
- 2002 - Enemies 4 Life
- 2002 - I Hear Ya Comin
- 2002 - Message To The Majors

- 2002 - The Strength Behind The Pride
- 2002 - Up Yours!
- 2003 - I Called You / Trash Talking
- 2003 - Pressure On The Fakes
- 2004 - My Claim To Fame
- 2004 - Take It Personal
- 2005 - Moment Of Silence / Princess Of The Posse
- 2005 - Bij Gebrek Aan Beter
- 2005 - Represent By Example
- 2005 - The Missing Chromosome
- 2006 - Diamonds For The Pigs
- 2006 - I Come Correct
- 2006 - Original Thinker
- 2006 - The Revolutionist
- 2006 - The Revolutionist II
- 2006 - World's Greatest Project
- 2007 - Gold Series 1
- 2007 - Pro
- 2007 - Silence Is Dangerous
- 2007 - Thunderdome *2007 Anthem
- 2007 - Weapons Of Divine Temper
- 2008 - Battling Ignorance
- 2008 - Gold Series 2
- 2008 - Time To Shine
- 2009 - Gold Series 3
- 2009 - My Future Destiny
- 2009 - Pro II
- 2009 - Rising Out Of The Dark
- 2010 - Real Rude

## Referentie
1. ↑  Promo: “Lowlands durft me niet te boeken”, 3VOOR12

- Bibliothèque nationale de France: cb141683497 (data)
- Gemeinsame Normdatei: 135469503
- International Standard Name Identifier: 0000 0003 7276 7756
- MusicBrainz: c2f1c49a-1469-4d42-b0d5-f61bba9415ca
- Système universitaire de documentation: 080784135
- Virtual International Authority File: 80204428
- WorldCat: E39PBJyCK76x8TWP7qVMPdY9Dq